# Бузоулик
Бузоули́к (рос. Бузоулык, башк. Быҙаулыҡ) — присілок у складі Благоварського району Башкортостану, Росія. Входить до складу Удрякбашівської сільської ради.
Населення — 84 особи (2010; 81 в 2002).
Національний склад:
- башкири — 96 %